# Fujiwara no Atsutoshi
Fujiwara no Atsutoshi (藤原敦敏, [[[918]] - 947] Erro: {{japonês}}: texto da transliteração contém caractere não latino (pos 17) (ajuda)), nobre de meados  período Heian da história do Japão . 

## Vida
Atsutoshi era membro do Ramo Ononomiya  do Clã Fujiwara e foi o filho mais velho de Fujiwara no Saneyori .

## Carreira
Atsutoshi  serviu os seguintes imperadores : Imperador Daigo (935-944), Imperador Suzaku (944-946), Imperador Murakami (946-947).
Em 935 Atsutoshi ingressou na corte no Hidari Konoe (左近衛, Guarda da Esquerda) durante o reinado do Imperador Daigo .
Atsutoshi veio a falecer em  947 vitimado pela peste .